# CSI: NY (televisieserie)
CSI: NY is een Amerikaanse televisieserie over een forensisch onderzoeksteam in New York die oorspronkelijk werd uitgezonden van 2004 tot en met 2013. De serie is een spin-off van de serie CSI: Crime Scene Investigation en vormt daarmee de tweede spin-off die deze serie voortbracht. CSI: NY werd geïntroduceerd door middel van een speciale aflevering van CSI: Miami. De serie werd geproduceerd door CBS. In Nederland wordt de serie uitgezonden op RTL 8 en RTL Crime.
Net zoals de andere CSI's werd CSI: NY gemaakt door Anthony E. Zuiker, ditmaal geholpen door Ann Donahue en Carol Mendelsohn. De ondertitel van CSI: NY is 'Start spreading the news.' De titelsong van deze serie is Baba O'Riley van The Who.

## Rolverdeling
| Det. Mac Taylor         | Gary Sinise        | Detective First Grade CSI Level 3 Supervisor Head of NYC Crime Lab | Hoofdrol | Hoofdrol | Hoofdrol | Hoofdrol | Hoofdrol | Hoofdrol | Hoofdrol | Hoofdrol | Hoofdrol |  |  |
| Det. Jo Danville        | Sela Ward          | Detective First Grade CSI Level 3 Asst. Supervisor                 |          |          |          |          |          |          | Hoofdrol | Hoofdrol | Hoofdrol |  |  |
| Det. Danny Messer       | Carmine Giovinazzo | Detective Third Grade CSI Level 3                                  | Hoofdrol | Hoofdrol | Hoofdrol | Hoofdrol | Hoofdrol | Hoofdrol | Hoofdrol | Hoofdrol | Hoofdrol |  |  |
| Det. Lindsay Monroe     | Anna Belknap       | Detective Third Grade CSI Level 3                                  |          | Hoofdrol | Hoofdrol | Hoofdrol | Hoofdrol | Hoofdrol | Hoofdrol | Hoofdrol | Hoofdrol |  |  |
| Dr. Sid Hammerback      | Robert Joy         | Chief Medical Examiner                                             |          | Bijrol   | Bijrol   | Bijrol   | Hoofdrol | Hoofdrol | Hoofdrol | Hoofdrol | Hoofdrol |  |  |
| Adam Ross               | A.J. Buckley       | Lab Technician                                                     |          | Bijrol   | Bijrol   | Bijrol   | Hoofdrol | Hoofdrol | Hoofdrol | Hoofdrol | Hoofdrol |  |  |
| Det. Dr. Sheldon Hawkes | Hill Harper        | Detective Third Grade CSI Level 2                                  | Hoofdrol | Hoofdrol | Hoofdrol | Hoofdrol | Hoofdrol | Hoofdrol | Hoofdrol | Hoofdrol | Hoofdrol |  |  |
| Det. Don Flack          | Eddie Cahill       | Detective First Grade Homicide Investigator                        | Hoofdrol | Hoofdrol | Hoofdrol | Hoofdrol | Hoofdrol | Hoofdrol | Hoofdrol | Hoofdrol | Hoofdrol |  |  |
| Det. Aiden Burn         | Vanessa Ferlito    | Detective Third Grade CSI Level 3                                  | Hoofdrol | Hoofdrol |          |          |          |          |          |          |          |  |  |
| Det. Stella Bonasera    | Melina Kanakaredes | Detective First Grade CSI Level 3 Asst. Supervisor                 | Hoofdrol | Hoofdrol | Hoofdrol | Hoofdrol | Hoofdrol | Hoofdrol |          |          |          |  |  |
| Det. Jessica Angel      | Emmanuelle Vaugier |                                                                    |          |          | Bijrol   | Bijrol   | Bijrol   |          |          |          |          |  |  |

## Personages

### Hoofdpersonen
- NYPD CSI Hoofd Inspecteur Detective 1e Graads Mac Taylor, gespeeld door Gary Sinise. De leider van het New Yorkse CSI team. De dood van zijn vrouw, Claire Conrad Taylor bij de Terroristische aanslagen op 11 september 2001 plaagt hem vandaag de dag nog steeds. Hij diende in de USMC, en beweerde ooit zelfs dat hij het land liever diende dan wat dan ook. Hij diende onder andere in Beiroet in 1983, waar hij nog altijd een litteken van bij zich draagt. Mac wil altijd drie dingen koste wat het kost beschermen: de eer van zijn land, de veiligheid van zijn stad en de integriteit van zijn lab. Mac heeft een hechte vriendschap met Stella Bonasera en speelt basgitaar in een jazzclub in zijn vrije tijd.
- NYPD CSI Detective 1e Graads Jo Danville, gespeeld door Sela Ward.
- NYPD CSI Detective 3e Graads Danny Messer, gespeeld door Carmine Giovinazzo. Hij is waarschijnlijk de meest complexe persoon van de hoofdcast. Hij groeide op in een familie die onder bescherming stond. Danny formuleerde zijn eigen set van hybride ethiek, waarbij hij vaak de wereld van wetbrekers en wethandhavers mengt. Mac selecteerde Danny persoonlijk om bij het team te komen, wat voor Danny een eer is die hij nog altijd dagelijks waar probeert te maken. Hij vertrouwt mensen niet snel. Hij is inmiddels getrouwd met Lindsay Monroe.
- NYPD Moordzaken Detective 1e Graads Donald Flack, Jr., gespeeld door Eddie Cahill. Donald komt uit een lange lijn van wetsdienaren. Hij overbrugt de kloof tussen oude NYPD agenten en de nieuwe generatie van CSI. Hij is een ijverige moordzakendetective die doorgaans niet veel geduld heeft met de “slechteriken”. Zijn technieken worden dan ook vaak gezien als een grensgeval van wat nog kan en wat niet. Hij is goede vrienden met Danny Messer en is altijd bereid naar diens problemen te luisteren.
- NYPD CSI Detective 3e Graads Lindsay Monroe, gespeeld door Anna Belknap (seizoen 2 - heden). Zij werkte drie jaar als CSI in Montana voordat ze besefte dat het haar droom was om naar de wereldstad New York te komen. Haar midwesterse werkethiek en bereidheid haar handen vuil te willen maken zijn een grote aanwinst voor het team. Ze is altijd bereid bij te leren en biedt vaak een fris perspectief in het lab. Af en toe worden er kleine tips gegeven over haar duistere en schokkende verleden wat haar ertoe aan heeft gezet een CSI te worden. Toen ze nog maar net in New York kwam kreeg ze het typische vuile werk in handen. Zij is inmiddels getrouwd met Danny Messer.
- NYPD CSi Detective 3e graads Sheldon Hawkes, gespeeld door Hill Harper (seizoen 1 - heden). Werkte het eerste seizoen als patholoog anatoom. Hawkes was voordat hij bij de NYPD kwam werken arts in een ziekenhuis. Op de crime scene is hij nog vaak degene die vaststelt hoelang iemand al dood is, en wat de vermoedelijke doodoorzaak is.
- New York Medisch onderzoeker Dr. Sid Hammerback (Robert Joy, seizoen 2- ). Een medisch onderzoeker die vaak wordt omschreven als een "off-the-charts genius" (letterlijk: van de kaart genie). Hij heeft de gewoonte veel informatie te delen met anderen. Ondanks zijn excentrieke houding geeft hij om zijn collega’s. Eenmaal nodigde hij Mac Taylor zelfs uit voor het Thanksgiving familiediner bij hem thuis zodat de CSI niet alleen hoefde te zijn.
- Laboratoriumtechnicus Adam Ross (A.J. Buckley, seizoen 2-). Hij doet diverse werkzaamheden en is afkomstig uit Phoenix, Arizona. Zijn specialiteit is sporenonderzoek. Hij vergezelt de CSI’s soms naar plaatsen delict om te helpen bij de reconstructie of bewijsverzameling. Adam heeft een hekel aan sneeuw en koud weer (episode 313, Obsession), naar eigen zeggen omdat hij uit Phoenix komt.

### Voormalige personages
- NYPD CSI-detective 1e-graads Stella Bonasera, gespeeld door Melina Kanakaredes. Een detective die geheel opgaat in haar werk vanwege haar sterke persoonlijkheid, wilskracht en intelligentie. Ze is een half-Griekse, half-Italiaanse wees die in verschillende pleeggezinnen opgroeide. Ze heeft een hechte vriendschap met Mac en is altijd bezorgd om zijn fysieke en mentale toestand. Stella verliet het team aan het einde van het 6e seizoen. Ze werd teamleider van de CSI in New Orleans.
- NYPD CSI-detective 3e-graads Aiden Burn, gespeeld door Vanessa Ferlito (seizoen 1- afleveringen 202 en 222). Aiden was een inwoner van Brooklyn die de gave had om zich zeer snel aan nieuwe situaties aan te passen. Ze had liefde en grote inzet voor haar baan, op een manier gelijk aan dat van Sara Sidle in CSI: Crime Scene Investigation. Ze werd ontslagen uit het team in seizoen 2, aflevering 2 (Grand Murder At Central Station) omdat ze geobsedeerd werd door een verkrachtingszaak waar haar vriendin bij betrokken was en het plan had om bewijs te vervalsen zodat ze een van de verdachten, D.J. Pratt (die al eerder op dezelfde manier mensen had verkracht) kon laten arresteren. Ze zag af van het plan, maar verbrak wel het zegel van het zakje waar het bewijs, een van Pratts haren, in zat. Om deze reden ontsloeg Mac haar omdat dit soort acties de integriteit van zijn lab zouden schaden. Hierna werd ze een privédetective die D.J. Pratt bleef stalken in de hoop hem te betrappen. Ze werd uiteindelijk in een val gelokt door Pratt en door hem op brute wijze vermoord. Wel liet ze cruciaal bewijs achter waardoor haar voormalige collega’s Pratt eindelijk konden arresteren.

### Terugkerende personages
- Laboratoriumtechnicus Zack Shannon (David Julian Hirsh, seizoen 2- ), een technicus in het sporenlab.
- Reed Garrett (Kyle Gallner, seizoen 3- ), de inmiddels tienerzoon van Claire Conrad Taylor, Macs overleden vrouw. Claire kreeg Reed toen ze nog jong was, en gaf hem op voor adoptie voordat ze Mac leerde kennen. Toen Reed op zoek ging naar zijn moeder dacht hij eerst dat Stella Claire was. Reed was eerst terughoudend tegenover Mac, omdat Mac niet zijn biologische vader is, maar omdat Mac wel de enige link is die Reed heeft met zijn overleden moeder en haar verleden, houdt hij contact.

### Voormalige terugkerende personages
- NYPD Moordzaken Detective 1e-graads Jessica Angell (Emmanuelle Vaugier, seizoen 3-5). Een detective die de CSI soms tips geeft op een plaats delict. Ze debuteerde in de eerste aflevering van seizoen 3 (People with Money). Danny en Hawkes noemen haar vaak 'Angel'.[1] Angell werd doodgeschoten bij de kidnapping van een verdachte. Ze had een relatie met Flack.
- New York medisch onderzoeker dr. Peyton Driscoll (Claire Forlani, seizoen 3-4). Een medisch onderzoeker uit Londen die een relatie heeft gehad met Mac. Ze werkte eerst samen met zowel Sid als Hawkes en geeft zelf toe soms een beetje “te beschermend” te zijn. Ze maakte haar debuut in de aflevering People With Money.[2] Peyton en Mac hielden hun relatie eerst geheim voor hun collega’s, wat tot spanning leidde tussen de twee.
- NYPD Moordzaken Detective 1e-graads Kaile Maka (Kelly Hu, seizoen 1-2). Vergezelde de CSI soms bij een onderzoek.
- Laboratoriumtechnicus Jane Parsons (Sonya Walger, seizoen 1-2), hoofd van het DNA lab.
- Laboratoriumtechnicus Leonard Giles (J. Grant Albrecht, seizoen 1), hoofd van het technisch lab. Voormalig hardloper wiens benen nu verlamd zijn.
- Laboratoriumtechnicus Chad Willingham (Chad Lindberg, seizoen 1)